# Willem Bloys van Treslong
Pour les articles homonymes, voir Guillaume de Blois et Blois (homonymie).
Guillaume de Blois de Treslong ou en néerlandais Willem Bloys van Treslong est un corsaire et amiral néerlandais, né en 1529 à Brielle et mort le 17 juillet 1594 à Leyde.

## Biographie
Fils de Jasper de Blois van Treslong, bailli de Voorne, et de Catherina Oem van Wijngaarden (nl), Guillaume de Blois de Treslong s'engage dans la Marine. En 1558, il est à la solde de la flotte espagnole, mais une décennie plus tard, il se rallie aux grands nobles qui refusent de signer le serment d'allégeance au gouverneur Marguerite de Parme. Guillaume de Blois, par exemple, est l'un des signataires de la pétition (1567) et un membre de l'alliance du Compromis des Nobles. En 1568, il combat dans la bataille de Heiligerlee, après que le duc d'Alva eut exécuté Jan Bloys van Treslong, le frère de Willem.
Guillaume Ier d'Orange-Nassau fournit à Guillaume de Blois une lettre de course, faisant de lui un corsaire, après quoi ce dernier équipe initialement deux navires, chacun avec environ 25 membres d'équipage. En 1571, le lieutenant Cornelis Roobol de Bloys van Treslong pille Schellingwoude et la même année Guillaume de Blois rejoint les Gueux de mer avec sept navires.
Début mars 1572, Guillaume de Blois et sa flotte sont pris dans les glaces près de Wieringen et sont attaqués par quatre compagnies espagnoles. Après que les Gueux de mer aient pillé certaines fermes de la région, Guillaume de Blois et ses hommes ne parviennent à échapper aux gens de Wieringen et aux soldats espagnols qu'avec la plus grande difficulté. Guillaume de Blois perd son épée, qui à ce jour pend toujours dans l'église Saint Michel d'Oosterland .
Après cette évasion, Guillaume de Blois navigue vers le sud et rejoint l'amiral Lumey et d'autres Gueux de la mer. La flotte des Gueux veut se battre avec la flotte espagnole, mais on ne la voit nulle part. Lumey et Blois décident alors de ne prendre qu'une seule ville. Le vent entraîne la flotte des Gueux vers la Brielle à la fin du mois de mars 1572, où le passeur Jan Koppestok (nl) informe que la ville n'est pas protégée par une garnison espagnole. De Blois donne à Koppestok sa chevalière, espérant persuader le maire de la Brielle de remettre la ville au Gueux. La manœuvre échoue. Le maire Koekebakker refuse et les Gueux lancent l'attaque le 1er avril 1572. Après une brève escarmouche, ils prennent la ville, après quoi les maisons des catholiques sont pillées. Guillaume de Blois parvient à convaincre Lumey de garder la Brielle pour le prince. La Brielle est ainsi devenue la première ville libérée des Pays-Bas. Pas plus tard qu'en 1572, Guillaume de Blois réussit à conquérir Veere, Steenbergen et, de manière non-violente, Flessingue.
En 1573, Guillaume de Blois est nommé amiral de Hollande, puis amiral de Zélande en 1576. Après un conflit sur la stratégie à suivre pour la libération d'Anvers, il tombe en disgrâce en 1585 et finit même en prison dans le Gravensteen à Middelbourg. Il passe ses dernières années dans une paix relative comme bailli de Voorne et grand fauconnier de Hollande.
Guillaume de Blois était marié à Adriana d'Egmond (vers 1540-1587), fille d'Otto d'Egmond (nl).

## Hommages
- Une frégate de la Marine néerlandaise porte son nom HNLMS Bloys van Treslong (F824)